# Мигаш, Йозеф
 Йозеф Мигаш (словац. Jozef Migaš; род. 7 января 1954, Пушовце, Прешовский край, Словацкая Социалистическая Республика, Чехословакия) — словацкий государственный, политический и дипломатический деятель. Чрезвычайный и полномочный посол Словакии в Москве, Киеве и Минске. Председатель Национального Совета Словацкой республики (с 29 октября 1998 по 15 октября 2002 года).

## Биография
В 1973—1978 годах обучался на философском факультете Киевский государственный университет имени Т. Г. Шевченко.
В 1982 году окончил аспирантуру при университете им. Т. Шевченко в Киеве. Доктор философии.
В 2003 году стажировался в области внешней политики и совершенствования английского языка в США в American Language Communication Centre. Владеет несколькими иностранными языками: английским, русским, украинским.
До 1989 года работал ассистентом, доцентом в Высшей политической школе ЦК Коммунистической партия Словакии в Братиславе, работал в партийных структурах Словацкой академии наук в Кошице.
В 1989 году стал одним из основателей Партии демократических левых (ныне в составе партии Курс — социальная демократия), членом исполнительного комитета партии, впоследствии возглавлял её.
В 1993 году перешёл на дипломатическую работу, был советником при Посольстве Словацкой Республики в Киеве.
В 1995—1996 годах — чрезвычайный и полномочный посол Словакии на Украине.
В 1996—2001 годах — председатель Партии демократических левых.
В 1998—2002 годах — председатель Народной Рады Словацкой республики.
С 30 октября 1998 по 15 июня 1999 года — исполнял обязанности президента Словакии.
В 2003—2009 годах — занимался предпринимательской деятельностью.
С 2009 по 2014 год — чрезвычайный и полномочный посол Словакии в России.
2 февраля 2016 года назначен послом в Белоруссии.
9 мая 2020 года, несмотря на распространение COVID-19 в Белоруссии, Йозеф Мигаш принял участие в торжествах в Минске по случаю Дня Победы. В МИД Словакии посчитали, что посол нарушил принципы коммуникации со штаб-квартирой, не раскрывая своего намерения. В результате Йозеф Мигаш подал в отставку, которая была принята. Как заявил прессе Юзеф Мигаш, его участие в параде было принципиальной позицией. Как заявил сам Мигаш: «Я сын партизана и антифашиста». Позже президент Белоруссии Александр Лукашенко назвал случившееся международным скандалом.
15 июня 2020 года президент Белоруссии подписал указ о награждении дипломата Орденом Франциска Скорины.

## Награды
- Орден Дружбы (Россия, 28 октября 2014) — за большой вклад в укрепление дружбы и сотрудничества с Российской Федерацией, сохранение и популяризацию русского языка и культуры за рубежом[6].
- Орден Франциска Скорины (Белоруссия, 15 июня 2020) — за значительный личный вклад в укрепление дружественных отношений и развитие сотрудничества между Беларусью и Словакией[7][8].